# MIRROR/DANCE
「MIRROR/DANCE」（ミラー/ダンス）は、2020年9月9日に発売された浜田省吾の40枚目のシングル。

## 概要
前作「凱旋門」から1年ぶりとなるシングルで、1984年10月21日発売9枚目のアルバム『DOWN BY THE MAINSTREET』よりア・カペラ曲「MIRROR」と、同アルバムの先行シングルとして12inchシングルで発売された「DANCE」の2曲を、発売から36年ぶりに再レコーディングした。
同年11月11日に完全生産限定アナログ盤が、ミニ・アルバム『In the Fairlife』と同時発売された。

## 収録曲
| 全作詞・作曲: 浜田省吾。 |            |           |            |          |      |
| #                        | タイトル   | 作詞      | 作曲・編曲 | 編曲     | 時間 |
| 1.                       | 「MIRROR」 | 浜田省吾  | 浜田省吾   | 町支寛二 | 1:20 |
| 2.                       | 「DANCE」  | 浜田省吾  | 浜田省吾   | 星勝     | 6:26 |
| 合計時間:                | 合計時間:  | 合計時間: | 7:46       |          |      |

| 全作詞・作曲: 浜田省吾。 |                                                           |           |            |          |            |      |
| #                        | タイトル                                                  | 作詞      | 作曲・編曲 | 編曲     | リミックス | 時間 |
| 1.                       | 「MIRROR」                                                | 浜田省吾  | 浜田省吾   | 町支寛二 |            | 1:20 |
| 2.                       | 「DANCE」                                                 | 浜田省吾  | 浜田省吾   | 星勝     |            | 6:26 |
| 3.                       | 「夜はこれから (2020 Kimio Mizutani Remix)」(Bonus Track) | 浜田省吾  | 浜田省吾   |          | 水谷公生   | 6:41 |
| 合計時間:                | 合計時間:                                                 | 合計時間: | 合計時間:  | 14:27    |            |      |

## 参加ミュージシャン
- Guitar：長田進
- Saxophone：古村敏比古
- Backing Vocal：町支寛二